# Lytta nunenmacheri
Lytta nunenmacheri es una especie de coleóptero de la familia Meloidae.

## Distribución geográfica
Habita en California (Estados Unidos).